# Ricke Bay
Die Ricke Bay (englisch; spanisch Bahía Ricke, in Argentinien Bahía Esquivel) ist eine Bucht an der Nordwestküste der Anvers-Insel im Palmer-Archipel vor der Westküste der Antarktischen Halbinsel. Sie liegt 1,5 km südwestlich des Kap Grönland.
Benannt ist sie nach Arturo Ricke-Schwerter, Leiter der 21. Chilenischen Antarktisexpedition (1967–1968).